# Vincenzo Pisanello
Vincenzo Salvatore Pisanello (Galatina, 3 maggio 1959) è un vescovo cattolico italiano, dal 23 gennaio 2010 vescovo di Oria.

## Biografia
Vincenzo Pisanello è nato il 3 maggio 1959 a Galatina, provincia di Lecce ed arcidiocesi di Otranto.

### Formazione e ministero sacerdotale
Ha frequentato le scuole medie ed ha ottenuto la maturità presso il liceo scientifico di Galatina. Dopo aver deciso di seguire la sua vocazione sacerdotale, nel 1977 si è iscritto al Pontificio Seminario Romano Maggiore, ha frequentato la Pontificia Università Gregoriana e presso la Pontificia Università Lateranense ha conseguito il dottorato in utroque iure.
Il 23 giugno 1984 è stato ordinato presbitero dall'arcivescovo Vincenzo Franco.
Dopo l'ordinazione è rimasto a Roma per tre anni, come animatore vocazionale presso il Pontificio Seminario Romano Maggiore. Tornato in arcidiocesi nel 1987, gli è stato affidato l'incarico di vicario parrocchiale di Galatina, incarico che ha svolto fino al 1992, quando è stato nominato parroco della parrocchia di San Rocco in Galatina. Nel frattempo dal 1987 è divenuto anche economo diocesano, nel 1990 rettore della chiesa della Madonna del Carmine in Galatina, e dal 2004 vicario giudiziale. Nel 2008 è stato nominato parroco della parrocchia dei chiesa dei Santi Pietro e Paolo a Galatina.
Durante il suo ministero sacerdotale, ha svolto anche molti altri incarichi: membro del Consiglio per gli affari economici diocesani; membro del Consiglio episcopale, del Consiglio presbiterale e del Consiglio pastorale diocesano; vicario episcopale per l'attività amministrativa; direttore del Servizio per l'edilizia di culto; docente di diritto canonico presso l'ISSR diocesano; presidente del Collegio revisori dei conti del Pontificio Seminario Regionale Pugliese "Pio XI" di Molfetta; membro del Consiglio di amministrazione della Facoltà teologica pugliese di Bari.

### Ministero episcopale
Il 23 gennaio 2010 papa Benedetto XVI lo ha nominato vescovo di Oria; è succeduto a Michele Castoro, precedentemente nominato arcivescovo di Manfredonia-Vieste-San Giovanni Rotondo. L'8 aprile successivo ha ricevuto l'ordinazione episcopale, nella cattedrale di Otranto, dall'arcivescovo Donato Negro, co-consacranti gli arcivescovi Michele Castoro e Francesco Cacucci. Il 24 aprile ha preso possesso della diocesi.
Dal gennaio 2013 è membro del Consiglio per gli affari giuridici della Conferenza Episcopale Italiana; dall'ottobre 2015 ne è presidente. Dal novembre 2014 è membro della Commissione episcopale per il Servizio della carità e della salute della CEI. Presso la Conferenza episcopale pugliese è presidente della Commissione per il Servizio della carità e della salute ed è delegato per i problemi giuridici.
Il 17 novembre 2021 papa Francesco lo ha nominato membro della Commissione pontificia di verifica e applicazione del motu proprio Mitis Iudex nelle Chiese d'Italia.

## Genealogia episcopale
La genealogia episcopale è:
- Cardinale Scipione Rebiba
- Cardinale Giulio Antonio Santori
- Cardinale Girolamo Bernerio, O.P.
- Arcivescovo Galeazzo Sanvitale
- Cardinale Ludovico Ludovisi
- Cardinale Luigi Caetani
- Cardinale Ulderico Carpegna
- Cardinale Paluzzo Paluzzi Altieri degli Albertoni
- Papa Benedetto XIII
- Papa Benedetto XIV
- Papa Clemente XIII
- Cardinale Marcantonio Colonna
- Cardinale Giacinto Sigismondo Gerdil, B.
- Cardinale Giulio Maria della Somaglia
- Cardinale Carlo Odescalchi, S.I.
- Cardinale Costantino Patrizi Naro
- Cardinale Lucido Maria Parocchi
- Papa Pio X
- Papa Benedetto XV
- Papa Pio XII
- Cardinale Carlo Confalonieri
- Cardinale Corrado Ursi
- Arcivescovo Cosmo Francesco Ruppi
- Arcivescovo Donato Negro
- Vescovo Vincenzo Pisanello

## Lettere pastorali
- Solo l'amore educa - 2010
- Figli nel Figlio - 2011
- Convocati alla tua presenza - 2012
- Beati perché figli amati - 2013

## Araldica
| Stemma | Descrizione |
| ------ | --- |
|        | Nello stemma del vescovo Pisanello vi sono: - i monogrammi di Maria e dell'Eucaristia, che indicano come svolgere il proprio ministero pastorale: come Maria, la quale con un semplice "sì" ha generato il Cristo; - la conchiglia, che è simbolo del pellegrinaggio, un chiaro riferimento al desiderio del vescovo di essere pellegrino d'amore nella diocesi di Oria; - le chiavi, che sono simbolo della sua città natale e della chiesa dei Santi Pietro e Paolo a Galatina, di cui è stato parroco. |